# Calle Asturias
La calle Asturias es una vía pública de la ciudad española de Oviedo.

## Descripción
La vía nace de la plaza del General Ordóñez, donde confluyen las calles Santa Susana y Conde de Toreno y la avenida de Galicia, y llega hasta la N-634. En su recorrido, atraviesa la confluencia de Gil de Jaz con Marqués de Teverga y la de Pedro Antonio Menéndez con Matemático Pedrayes. Aparece descrita en El libro de Oviedo (1887) de Fermín Canella y Secades con las siguientes palabras:

Asturias.—Desde 1886, es la gran vía en construcción desde la puerta de los almacenes del ferro-carril, próxima á los Pilares, hasta la de Santa Susana; y fué en recuerdo de la antigua denominación de este Principado, antes de la división territorial de 1821 en que pasó á ser provincia.
(Canella y Secades, 1887, pp. 105-106)